# Мехмет Али Агджа
Мехмет Али Агджа (на турски: Mehmet Ali Ağca) е турски терорист от националистическата организация Сиви вълци, който стреля по папа Йоан Павел II на площад Свети Петър на 13 май 1981 г.

## Ранни години
Агджа се е определял като наемник без политическа ориентация, който е готов да направи всичко за пари, въпреки че това противоречи на личната му история.
Роден е в село Исмаили, окръг Хекимхан на турската провинция Малатия. Като младеж става дребен престъпник и член на улични банди. По-късно се занимава с контрабанда между Турция и България.

### „Сивите вълци“
През 1977 година преминава обучение в палестински лагер южно от Бейрут, организиран от венецуелския терорист Карлос Чакала с участието на български и източногермански инструктори. По-късно отива в Сирия, където получава двумесечна подготовка по оръжия и терористка тактика. Самият той твърди, че това е било заплатено от българското правителство. След обучението започва да работи за крайнодясната турска групировка „Сивите вълци“, която по това време се занимава с дестабилизиране на Турция, което води до военния преврат от 1980 г. Има различни мнения по въпроса дали ултранационалистите Сиви вълци са използвани от ЦРУ или от българските тайни служби с тази цел, въпреки че достоверни източници посочват, че те са инфилтрирани и манипулирани от шпионски мрежи на Гладио, тайна структура на НАТО.
На 1 февруари 1979 г. в Истанбул по заповед на Сивите вълци той убива Абди Ипекчи, редактор на умерено левия вестник „Миллиет“. Заловен е с помощта на информатор и е осъден на доживотен затвор. След шест месеца в затвора той бяга с помощта на Сивите вълци в България, която по това време е база за операциите на една важна турска мафиотска групировка. Според журналистката Люси Комисар при убийството от 1979 г. Мехмет Али Агджа е работил с Абдула Чатлъ, известен агент на Гладио, който „по-късно според сведенията помага за организирането на бягството на Агджа от един военен затвор в Истанбул, а някои твърдят, че Чатлъ е замесен дори и в опита за убийство на папата“. Според Ройтерс Агджа е „избягал с предполагаема помощ на симпатизанти на службите за сигурност“. Люси Комисар добавя, че на сцената с катастрофата на Мерцедеса, при която Чатлъ умира, той е намерен с паспорт на името на Мехмет Йозбай – име, което е използвано и от Мехмет Али Агджа.
През юли 1980 година Агджа се появява в София, където остава 50 дни. Тук той се среща с турски и сирийски контрабандисти, работещи за Държавна сигурност, от които се снабдява с пистолета, с който по-късно стреля по папа Йоан Павел II, и с фалшив паспорт на името на Фарук Озгун. С него той напуска страната и през следващите месеци пътува безразборно, посещавайки над десет европейски страни.

## Атентат срещу Йоан Павел II
Агджа е фактическият извършител на атентата срещу главата на Римо-католическата църква. Осъден е на доживотен затвор през юли 1981 г. По молба на папата е помилван от италианския президент Карло Чампи (Carlo Azeglio Ciampi) през юни 2000 г.
След излежаване на 19 години лишаване от свобода в Италия и още 5 години в Турция за убийството на редактор на ляв вестник през 1979 г. в Турция, той накрая е освободен от турския затвор предсрочно на 12 януари 2006 г. Веднага следвало да се яви на военна комисия, тъй като не бил отбивал военната си служба.
Няколко дни по-късно, след масови протести от турското правителство и медиите, на 20 януари 2006 г. Върховният касационен съд на Турция отменя решението за освобождаването му след обжалване от Министерството на правосъдието и същия ден той е отново арестуван. Обжалването закъснява с няколко дни поради мюсюлманския празник Курбан байрам. Върховният съд решава да не се приспадат четирите години, излежани в Италия, от присъдата на Агджа, поради което той трябва да остане в затвора още 4 години, Главният прокурор не използва правото си да оспори решението на съда. През 2010 г. Агджа е окончателно освободен.